# إدموند دانتيس
إدموند دانتيس (بالفرنسية: Edmond Dantès)‏ هو الشخصية الرئيسية في رواية الكونت دي مونت كريستو للفرنسي ألكسندر دوماس. وهو هي الشخص الذي تتم محاكمته بأنه من الموالين لسياسة نابليون بونابرت وأنه يريد إطاحة الملك الجديد ليعود نابليون إلى الحكم. هذه التهمة جعلته يقضي فترة من الزمن في سجن يقع على جزيرة قريبة من مارسيليا، وجعلته أيضاً يخلف وعده لخطيبته بالزواج منها. عرض لنا إسكندر دوماس في هذا الكتاب قصة الغيرة، ثلاثية الحب والضرر والخيانة بين الأصدقاء فإذا بدانتيس هذا سيصبح قبطاناً لباخرة تجارية وهو في عز الشباب مما يحسده على ذلك أحد أصدقائه الذين يشي به على الدولة فيكون السجن نصيبه ثم يساق إلى السجن ويذهب إلى تلك الجزيرة حيث يحصل على الكنز والغنى ويعود إلى أهله وخطيبته بعد طول غياب. 